# Il volto di un'altra
Il volto di un'altra è un film del 2012 diretto da Pappi Corsicato.
Il film ha un carattere onirico con scene in bianco e nero ispirate al cinema muto, accenni ai deliri visionari felliniani, al mondo della pubblicità, al carrierismo plastificato e falso della televisione e al macabro "turismo dell'orrore".

## Trama
Bella è un'ambiziosa e arrogante star della televisione sposata con René, un affascinante chirurgo plastico con il quale conduce un programma dedicato proprio alla medicina estetica e alle trasformazioni del corpo.
Un giorno Bella rimane ferita al volto in un incidente d'auto causato involontariamente da Tru Tru, un manutentore della lussuosissima clinica estetica nella quale lavora René.
I coniugi, in difficoltà economiche, cercano di sfruttare l'occasione facendo passare Bella per irrimediabilmente sfigurata, così da poter intascare i dieci milioni di risarcimento dell'assicurazione. Ingannato il dottore dell'assicurazione, i due vengono però scoperti da Tru Tru che dunque pretende ed ottiene la promessa di parte del risarcimento.
Per lanciare la nuova stagione del programma televisivo nel quale era già previsto per volontà dello sponsor che Bella non conducesse più ("il tuo volto ha stancato"), René escogita un'idea che cattura l'interesse di media ed opinione pubblica: effettuare in diretta tv l'operazione di ricostruzione del viso di Bella.
La donna scopre però che il marito non fa questo per rilanciarle la carriera quanto per dare impulso alla propria. Giunti all'attesissima diretta, Bella, soprattutto per sbugiardare il marito, si sbenda svelando l'inganno. Dopo un attimo di sgomento il colpo di scena ha un effetto inatteso. Il pubblico è in visibilio per quello che viene giudicato un colpo di genio. Mentre Bella si allontana infuriata, René si attribuisce la paternità della trovata con Tru Tru che prende la scena per svelare a tutti con orgoglio che l'incidente l'aveva causato lui. L'improvvisa rottura del fatiscente impianto fognario della villa determina una pioggia di acque luride che finisce per lordare tutti i presenti in sala mentre il pubblico segue il tutto in diretta entusiasmato dall'ulteriore colpo di teatro.
Bella si è intanto allontanata indisturbata ed è vittima di un nuovo originale incidente stradale, dal quale, stavolta, esce completamente illesa.

## Produzione
Prodotto da Tilde Corsi e Gianni Romoli per la R&C Produzioni in collaborazione con Rai Cinema con il contributo del MiBACT, le riprese sono state realizzate in Trentino e in Alto Adige, grazie alla collaborazione fra le Film Commission di Trento e di Bolzano. Il set è stato allestito a Levico Terme, presso il Grand Hotel Imperial che fu residenza estiva degli Asburgo. Tra i luoghi in cui è stato girato il film, l'Alta Pusteria e Bolzano.

## Distribuzione
Il film, presentato in concorso al VII Festival internazionale del film di Roma nel novembre 2012, è uscito nelle sale in Italia l'11 aprile 2013.

## Critica
La critica ha sottolineato le numerose citazioni e i riferimenti ad altri autori, da Fellini ad Almodóvar fino a Steven Meisel, e un'ormai abusata denuncia della ricerca del successo a tutti i costi.

## Riconoscimenti
- 2012 - Festival Internazionale del Film di Roma
  - Candidatura Marc'Aurelio d'Oro a Pappi Corsicato
- 2013 - Nastro d'argento
  - Candidatura Migliore soggetto a Pappi Corsicato e Monica Rametta
  - Candidatura Migliore attrice protagonista a Laura Chiatti
  - Candidatura Migliori costumi a Roberto Chiocchi
- 2013 - Globo d'oro
  - Candidatura Miglior attrice a Laura Chiatti
- 2013 - Ciak d'oro
  - Ciak d'oro per il migliore manifesto a Riccardo Fidenzi  e Maurizio Ruben